# 8 juillet en sport
8 juin 8 août
Chronologies thématiques
- Croisades
- Ferroviaires
- Disney

Le 8 juillet (189e jour de l'année ou 190e en cas d'année bissextile) en sport.

## Événements

### XIXesiècle
- 1882 :
  - (Tennis) : début du Tournoi de Wimbledon qui se déroule jusqu'au 17 juillet 1882.
- 1884 :
  - (Natation) : inauguration à Paris de la piscine couverte de la Rue du Château-Landon.

- 1889 :

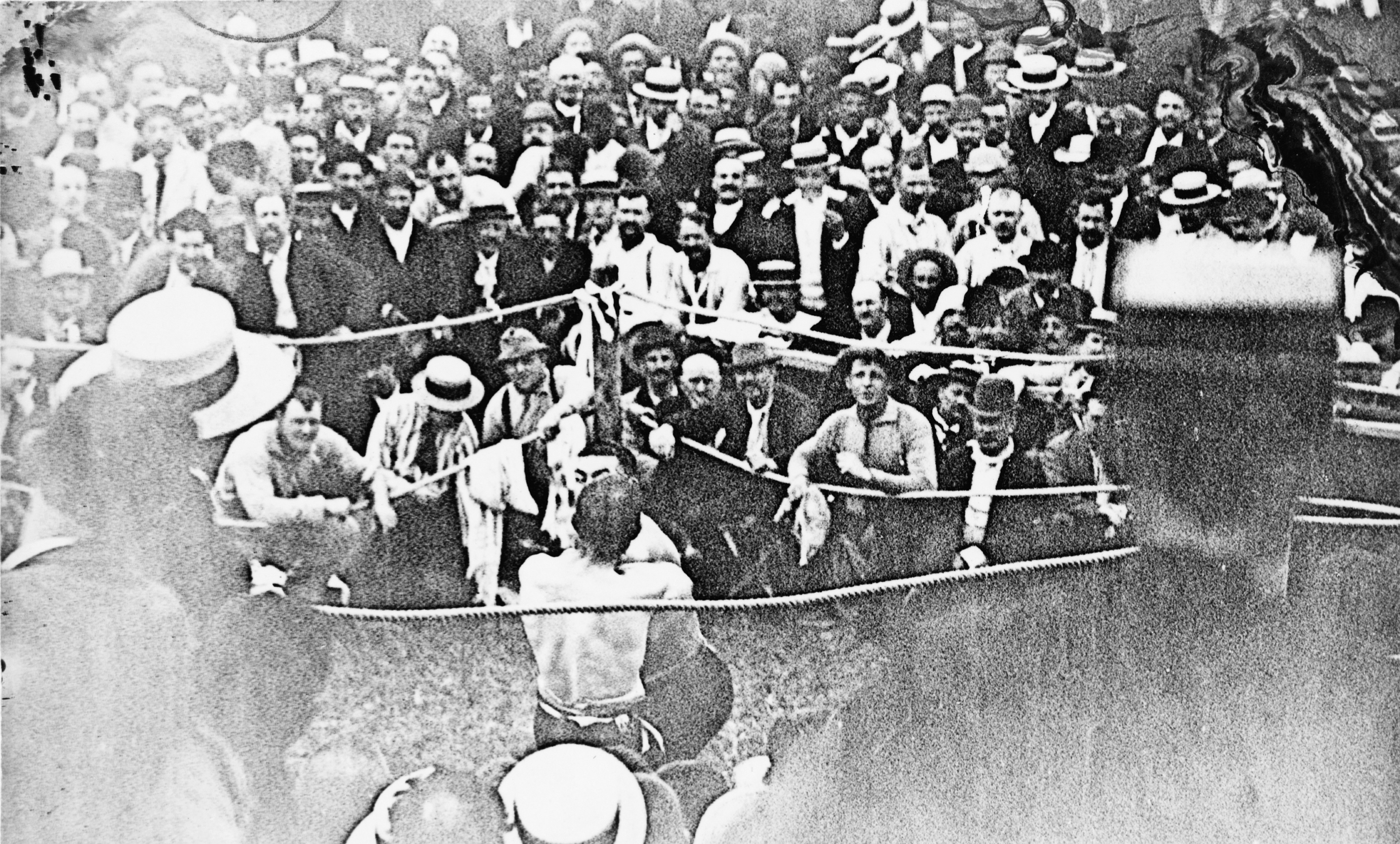
Combat Sullivan-Kilrain (1889)

  - (Baseball) : inauguration du « New » Polo Grounds (Polo Grounds II) à New York : les New York Giants remportent une victoire 7 à 5 face aux Pirates de Pittsburgh à cette occasion[1].
  - (Boxe /Championnat du monde) : le combat qui oppose l'Américain John L. Sullivan et son compatriote Jake Kilrain à Richburg dans le Mississippi est le dernier à se livrer à mains nues pour le titre de champion du monde poids lourds (suivant en cela les règles de la London Prize Ring). Et la victoire revient à John L. Sullivan qui s'impose par jet de l'éponge au 75e round[2].

### XXesièclede1901à1950
- 1907 :
  - (Cyclisme sur route) : départ du Tour de France.
- 1912 :
  - (Jeux olympiques) : première médaille d'or olympique pour la Finlande. Avant cette date, la Finlande dépendait de la Russie tsariste. L'athlète Hannes Kolehmainen enlève ce premier titre olympique finlandais sur 10 000 mètres.

### XXesièclede1951à2000
- 1954 :
  - (Cyclisme sur route) : départ du Tour de France.
- 1961 :
  - (Athlétisme) : Iolanda Balaş porte le record du monde féminin du saut en hauteur à 1,90 mètre.
- 1962 :
  - (Formule 1) : Grand Prix automobile de France.
- 1982 :
  - (Football) : au terme d'un match épique, l'Allemagne se qualifie pour la finale de la Coupe du monde en éliminant la France aux tirs au but après un match nul de 3-3.
- 1984 :
  - (Formule 1) : Grand Prix de Dallas.
- 1986 :
  - (Athlétisme) : Sergueï Bubka porte le record du monde du saut à la perche à 6,01 mètres.
- 1990 :
  - (Football) : l'Allemagne remporte la coupe du monde en s'imposant 1-0 en finale contre l'Argentine.
  - (Formule 1) : Grand Prix de France.
- 1991 :
  - (Athlétisme) : Sergueï Bubka porte le record du monde du saut à la perche à 6,09 mètres.
- 1998 :
  - (Cyclisme sur route) : Willy Voet, un soigneur de l'équipe Festina, se fait contrôler par la douane française au niveau de la frontière franco-belge. C'est le point de départ de l'Affaire Festina.

### XXIesiècle
- 2002 :
  - (Tennis) : l'Australien Lleyton Hewitt bat l'Argentin David Nalbandian 6-1, 6-3, 6-2 en finale du Tournoi de Wimbledon 2002.
- 2007 :
  - (Formule 1) : Grand Prix automobile de Grande-Bretagne.
  - (Tennis) : lors de la finale masculine du Tournoi de Wimbledon 2007 à Londres (Grande-Bretagne), le Suisse Roger Federer signe un 5e succès consécutif sur le gazon de Wimbledon en s’imposant face à l’Espagnol Rafael Nadal (7-6, 4-6, 7-6, 2-6, 6-2). Il remporte ainsi son 11e succès en Grand Chelem et égale la performance du Suédois Björn Borg, qui remporta le tournoi cinq fois consécutivement de 1976 à 1980.
- 2009 :
  - (Natation) : l'Américain Aaron Peirsol bat le record du 100 mètres dos lors des qualifications américaines aux championnats du monde (à Indianapolis), avec un temps de 00:51.94.
- 2012
  - (Football) : Didier Deschamps est nommé sélectionneur de l'Équipe de France.
  - (Formule 1) : victoire de l'Australien Mark Webber sur une Red Bull Racing au Grand Prix de Grande-Bretagne.
  - (Tennis) : le Suisse Roger Federer remporte le tournoi de Wimbledon face à Andy Murray 4-6, 7-5, 6-3, 6-4. C'est sa septième victoire dans ce tournoi et son 17e Grand Chelem.
- 2014 :
  - (Cyclisme sur route/Tour de France) : dans la 4e étape Le Touquet-Paris-Plage – Lille Métropole, victoire de l'Allemand Marcel Kittel au sprint. L'italien Vincenzo Nibali conserve le maillot jaune.
  - (Football) : L'équipe du Brésil de football obtient la plus large défaite de son histoire lors de la demi-finale de la Coupe du monde de football de 2014 à Belo Horizonte (Brésil). Défaite 7-1 contre l'équipe d'Allemagne.
- 2015 :
  - (Cyclisme sur route /Tour de France) : 5e étape du Tour de France et victoire de André Greipel (Lotto-Soudal) au sprint. Tony Martin conserve le maillot jaune.
- 2016 :
  - (Athlétisme/Championnats d'Europe) : sur la 3e journée, chez les hommes, sur le 200m, victoire de l'Espagnol Bruno Hortelano, sur le 400m, victoire du Britannique Martyn Rooney, sur le 10 000m, victoire du Turc Polat Kemboi Arıkan, sur le 400m haies, victoire du Turc Yasmani Copello, sur le 3 000m steeple, victoire du Français Mahiedine Mekhissi-Benabbad, sur le saut à la perche, victoire du Polonais Robert Sobera, chez les femmes, sur le 100m, victoire de la néerlandaise Dafne Schippers, sur le 400m, victoire de l'Italienne Libania Grenot, sur le saut en longueur, victoire de la Serbe Ivana Španović, sur le disque, victoire de la Croate Sandra Perkovic puis sur le lancer de marteau, victoire de la Polonaise Anita Włodarczyk.
  - (Cyclisme sur route /Tour de France) : sur la 7e étape du Tour de France 2016, victoire du Britannique Steve Cummings qui devance le Sud-Africain Daryl Impey et l'Espagnol Daniel Navarro. Le Belge Greg Van Avermaet conserve le maillot jaune.
- 2017 :
  - (Cyclisme sur route /Tour de France) : sur la 8e étape du Tour de France 2017 qui relie Dole à la Station des Rousses, victoire du Français Lilian Calmejane qui devance le Néerlandais Robert Gesink et son compatriote Guillaume Martin. Le Britannique Christopher Froome conserve le maillot jaune.
  - (Volley-ball /Ligue mondiale) : à Curitiba au Brésil, l'équipe de France remporte sa deuxième Ligue Mondiale de son histoire en s'imposant au bout du suspense face au Brésil, qui joue devant son public. Grâce à cette victoire par 3 sets à 2 (21-25, 25-15, 25-23, 19-25, 15-13), les Bleus réédite l'exploit de 2015[3].
- 2018 :
  - (Compétition automobile /Formule 1) : sur le Grand Prix automobile de Grande-Bretagne qui se dispute sur le circuit de Silverstone, victoire de l'Allemand Sebastian Vettel qui s'impose devant le Britannique Lewis Hamilton et le Finlandais Kimi Räikkönen. Sebastian Vettel prend la tête du Championnat du monde.
  - (Cyclisme sur route /Tour de France) : sur la 2e étape du Tour de France 2018 qui reliait Mouilleron-Saint-Germain à La Roche-sur-Yon sur une distance de 185 kilomètres, victoire du Slovaque Peter Sagan qui s'empare du maillot jaune.
  - (Volley-ball /Ligue des nations) : les Russes battent la France en finale de la Ligue des Nations (25-22, 25-20, 25-23).
- 2021 :
  - (Cyclisme sur route/Tour de France) : sur la 12e étape du Tour de France qui se déroule entre Saint-Paul-Trois-Châteaux et Nîmes, sur une distance de 159,4 kilomètres, victoire de l'Allemand Nils Politt. Le Slovène Tadej Pogačar conserve le maillot jaune.
- 2022 :
  - (Cyclisme sur route/Tour de France) : sur la 7e étape du Tour de France qui se déroule entre Tomblaine et la Super Planche des Belles Filles, sur une distance de 176,3 kilomètres[4], seconde victoire du Slovène Tadej Pogačar qui conserve le maillot jaune.
- 2023 :
  - (Cyclisme sur route/Tour de France) : sur la 8e étape du Tour de France qui se déroule entre Libourne (Gironde) et Limoges (Haute-Vienne), sur une distance de 200,7 kilomètres, victoire du Danois Mads Pedersen et son compatriote Jonas Vingegaard conserve le maillot jaune.

## Naissances

### XVIIIesiècle
- 1781 :
  - Tom Cribb, boxeur anglais. († 11 mai 1848).

### XIXesiècle
- 1878 :
  - Floyd MacFarland, cycliste sur piste puis dirigent sportif américain. († 17 avril 1915).
  - Jimmy Quinn, footballeur écossais. (11 sélections en équipe nationale). († 21 novembre 1945).

### XXesièclede1901à1950
- 1908 :
  - Marcel Pinel, footballeur français. (7 sélections en équipe de France). († 18 mars 1968).
- 1909 :
  - Louis Finot, footballeur français. (7 sélections en équipe de France). († 14 février 1996).
- 1912 :
  - Aimé Nuic, footballeur puis entraîneur français. (2 sélections équipe de France). († 8 novembre 1995).
- 1914 :
  - François Vignole, skieur alpin français. Médaillé de bronze du slalom aux Mondiaux de ski alpin 1935. († 1er avril 1992).
- 1923 :
  - Harrison Dillard, athlète de sprint et de haies américain. Champion olympique du 100m et du relais 4×100m aux jeux de Londres 1948 puis 110m haies et du relais 4×100m aux d'Helsinki 1952. († 15 novembre 2019).
- 1928 :
  - David Brockhoff, joueur de rugby à XV puis entraîneur australien. (8 sélections en équipe nationale). († 17 juin 2011).
- 1949 :
  - Michel Dumas, hockeyeur sur glace canadien.
  - Dale Hoganson, hockeyeur sur glace canadien.

### XXesièclede1951à2000
- 1952 :
  - Jack Lambert, joueur de foot U.S. américain.
- 1956 :
  - Jean-René Bernaudeau, cycliste sur route puis directeur sportif français.
- 1957 :
  - Christophe Roger-Vasselin, joueur de tennis français.
- 1960 :
  - Yves Lambert, pilote de courses automobile belge.
- 1964 :
  - Alekseï Goussarov, hockeyeur sur glace puis entraîneur soviétique puis russe. Champion olympique aux Jeux de Calgary 1988 puis médaillé d'argent aux Jeux de Nagano 1998. Champion du monde de hockey sur glace 1986, 1989 et 1990.
- 1970 :
  - Todd Martin, joueur de tennis américain.
- 1971 :
  - Neil Jenkins, joueur de rugby à XV gallois. Vainqueur du Tournoi des cinq nations 1994. (87 sélections en équipe nationale).
- 1972 :
  - Amir Abdou, entraîneur de football franco-comorien. Sélectionneur de l'équipe des Comores depuis 2014.
  - Karl Dykhuis, hockeyeur sur glace canadien.
  - Andrew Owusu, athlète de saut ghanéen. Champion d'Afrique d'athlétisme du triple-saut 1998 et 2000.
- 1973 :
  - Jozef Kožlej, footballeur tchécoslovaque puis slovaque. (26 sélections avec l'équipe de Slovaquie).
- 1975 :
  - Régis Laconi, pilote de vitesse moto et de superbike français. (12 victoires en Grand Prix).
- 1976 :
  - Ellen MacArthur, navigatrice britannique. Détentrice du Record du tour du monde à la voile de 2005 à 2008.
- 1977 :
  - Christian Abbiati, footballeur italien. Vainqueur de la Ligue des champions 2003. (4 sélections en équipe nationale).
  - Naea Bennett, footballeur et footballeur de plage franco-tahitien.
  - Paolo Tiralongo, cycliste sur route italien.
- 1980 :
  - Julien Candelon, joueur de rugby à XV et de rugby à sept puis entraîneur et consultant TV français. (2 sélections avec l'Équipe de France de rugby à XV et 222 avec celle de rugby à sept).
  - Éric Chouinard, hockeyeur sur glace américano-canadien.
  - Robbie Keane, footballeur irlandais. (146 sélections en équipe nationale).
- 1981 :
  - Shalane Flanagan, athlète de fond américaine. Médaillée d'argent du 10 000 m aux Jeux de Pékin 2008. Victorieuse du Marathon de New York 2017.
  - Anastasia Myskina, joueuse de tennis russe. Victorieuse de Roland Garros 2004, des Fed Cup 2004 et 2005.
  - Kwak Tae-hwi, footballeur sud-coréen. (52 sélections en équipe nationale).
- 1982 :
  - Mouna Chebbah, handballeuse tunisienne. Championne d'Afrique des nations de handball féminin 2014. Victorieuse de la Coupe d'Europe des vainqueurs de coupe 2014. (232 sélections en équipe nationale).
  - Rich Peverley, hockeyeur sur glace canadien.
  - Hakim Warrick, basketteur américain.
- 1983 :
  - Jaroslav Janiš, pilote de courses automobile tchèque.
  - Habibou Traoré, footballeur sénégalais.
- 1984 :
  - Mariem Alaoui Selsouli, athlète de demi-fond marocaine.
  - Youssef Sofiane, footballeur franco-algérien.
- 1986 :
  - Thierry Argelier, footballeur français.
  - Sonny Weems, basketteur américain.
- 1988 :
  - Jordan Burroughs, lutteur de libre américain. Champion olympique des -74kg aux Jeux de Londres 2012. Champion du monde de lutte des -74kg 2011, 2013, 2015, 2017 et 2021.
  - Paul Lafargue, pilote de courses automobile français.
  - Miki Roqué, footballeur espagnol. († 24 juin 2012).
- 1989 :
  - Tor Marius Gromstad, footballeur norvégien. († 12 mai 2012).
  - Stevan Jelovac, basketteur serbe († 5 décembre 2021).
- 1990 :
  - Berit Kauffeldt, volleyeuse allemande. (58 sélections en équipe nationale).
  - Kevin Trapp, footballeur allemand. (3 sélections en équipe nationale).
- 1991 :
  - Julian Bousquet, joueur de rugby à XIII français. (15 sélections en équipe de France).
  - Geoffrey Palis, joueur de rugby à XV français.(2 sélections en équipe de France)
  - Virgil van Dijk, footballeur néerlandais. Vainqueur de la Ligue des champions 2019. (58 sélections en équipe nationale).
- 1992 :
  - Jorge Arcas, cycliste sur route espagnol.
  - Son Heung-min, footballeur sud-coréen. (112 sélections en équipe nationale).
  - Norman Nato, pilote de courses automobile français.
- 1993 :
  - Ergys Kaçe, footballeur albanais. (25 sélections en équipe nationale).
  - Vital N'Simba, footballeur congolo-angolais. (1 sélection avec l'Équipe de République démocratique du Congo).
  - Sabrina Stultiens, cycliste sur route néerlandaise. Championne du monde de cyclisme sur route du contre la montre par équipes 2017.
- 1994 :
  - Jordan Adams, basketteur américain.
  - Phil Bauhaus, cycliste sur route allemand.
  - Opa Nguette, footballeur franco-sénégalais. (10 sélections avec l'équipe du Sénégal).
  - Ruben Schott, volleyeur allemand. Vainqueur de la Coupe de la CEV 2016. (44 sélections en équipe nationale).
- 1995 :
  - Maïlhys Dhia Traoré, joueuse de rugby à XV française. Victorieuse du Grand Chelem 2018. (5 sélections en équipe de France).
  - Marek Havlík, footballeur tchèque. (1 sélection avec l'équipe de Tchéquie).
- 1997 :
  - Alexandru Cicâldău, footballeur roumain. (30 sélections en équipe nationale).
- 1998 :
  - Jacob Umaga, joueur de rugby à XV anglais. (1 sélection en équipe nationale).
- 1999 :
  - Ashton Hagans, basketteur américain.

### XXIesiècle
- 2001 :
  - Szymon Czyż, footballeur polonais.
  - Benjamin Nygren, footballeur suédois.
- 2003 :
  - Giovanni Mpetshi Perricard, tennisman français.
- 2004 :
  - Cam Whitmore, basketteur américain.

## Décès

### XXesièclede1901à1950
- 1927 :
  - George Harding, 68 ou 69 ans, joueur de rugby à XV gallois. (4 sélections en équipe nationale). (° ? 1858).

### XXesièclede1951à2000
- 1956 :
  - Panayiótis Paraskevópoulos, 81 ans, athlète de lancers grec. Médaillé d'argent du disque aux Jeux d'Athènes 1896. (° ? 1875).
- 1971 :
  - Christian Ravel, 22 ans, pilote de vitesse moto français. (° 7 août 1948).
- 1973 :
  - Wilfred Rhodes, 95 ans, joueur de cricket. anglais. (58 sélections en test cricket). (° 29 octobre 1877).
- 1974 :
  - Louis Rigal, 86 ans, pilote de courses automobile français. (° 20 juillet 1887).
- 1975 :
  - Lennart Skoglund, 45 ans, footballeur suédois. (11 sélections en équipe nationale). (° 24 décembre 1929).
- 1979 :
  - Elizabeth Ryan, 87 ans, joueuse de tennis américaine. (° 8 février 1892).
- 1988 :
  - Ray Barbuti, 83 ans, joueur de foot U.S et athlète de sprint américain. Champion olympique du 400m et du relais 4×400m aux Jeux d'Amsterdam 1928. (° 12 juin 1905).
- 1995 :
  - Pierre Lacaze, 61 ans, joueur de rugby à XV et XIII français. (7 sélections avec l'équipe de France de rugby à XV et 18  avec celle de rugby à XIII). (° 4 mai 1934).

### XXIesiècle
- 2005 :
  - Jean-Claude Arifon, 78 ans, athlète de haies français. (° 16 novembre 1926).
- 2007 :
  - Alemão, 23 ans, footballeur brésilien. (° 10 avril 1984).
- 2013 :
  - Dave Hickson, 85 ans, footballeur anglais. (° 30 octobre 1929).